# 魔城伝説II 大魔司教ガリウス
『魔城伝説II 大魔司教ガリウス』（まじょうでんせつツー だいましきょうガリウス）は、コナミが開発し1987年8月11日に発売されたファミリーコンピュータ用アクションRPG。

## 概要
コナミのMSX用ソフト『魔城伝説』（1986年）の続編であるMSX用ソフト『魔城伝説II ガリウスの迷宮』（1987年）のファミリーコンピュータへの移植版にあたるが、様々な部分が変更されている。魔城伝説シリーズ3部作のうち、唯一ファミリーコンピュータでも発売された作品。『魔城伝説』の主人公ポポロンと、前作でポポロンに救出されたアフロディテの2人が主人公で任意に交替できる。世界のあちこちに隠された謎を解いたり、アイテムを入手することで出来ることが増え、行ける所が増えるという謎解き要素のある探索型アクション。
当時のコナミの発売していたファミリーコンピュータ用のカートリッジは、初期参入優遇措置による自社ラインで製造を行っていた為、カートリッジの形状はコナミ独自のものであったが、本作は任天堂の製造ラインの形状のもので発売された。後に同機種で発売された『トップガン』（1987年）、『スーパー魂斗羅』（1990年）、『クォース』（1990年）、『ランパート』（1991年）、『F1センセーション』（1993年）などでも同様のものが使用されている。

## ゲーム内容

### システム
さまざまな秘密が隠された魔城 (Castle)と5つのワールドを巡り、5体のボス（4体の大悪魔とガリウス）を倒し、5つのグレートキーを入手し、幼子パンパースを救出することが目的。
魔城は縦9階、横11画面とMSX版より小さいが、大抵の区域は特定のアイテムが無ければ進めない。あちこちにブロックが塞いでおり、中には隠し通路があったが、初期のソードでは突き崩す事ができない。
各ワールドには大悪魔が守っている。MSX版と同様呪文を唱える（コナミコマンド同様のコントローラで入力する方式）ことにより召喚できるが、呪文自体はワールドのどこかの部屋で聞きだせる。ボスを倒してグレートキーを回収することで、両主人公の最大体力が上昇する。
ポポロンはAボタンを押した長さに応じてジャンプの高さが高くなるが、アフロディテは一定のジャンプ力。剣は敵にダメージを与えるだけでなく、敵の出す弾をタイミングよく攻撃するとダメージを受けずに打ち落とすことが可能。また、攻撃していない時は盾を構えており、あるアイテムを入手した後は敵の弾を防御することも可能になる。矢筒を消費してサブウェポンで攻撃する事ができる。矢筒自体は敵を倒すと落とすこともある。
MSX版と同様、パスワードでのコンティニューも可能で、メモしておくことで電源を切ってもプレイ状況を再現することが可能。利用するためには特定の部屋を訪ねることが必要。

### 道具
このゲームの道具は「ブキ」「アイテム」「アクシア」の3種類に分ける。大抵はどこかの宝箱に隠しており、軍神アレスから購入することで集める。

#### ブキ
いわゆるサブウェポン。一度使うことで矢筒を1個消費。
アロー
直線的に進む矢。MSX版と同様弾速が速く、使いやすい。
セラミックアロー
弾速は遅いが貫通する銀色の矢。
ファイヤー
床に這って進み、穴があると落下する。
ローリングファイヤー
床に這って進むところはファイヤーと同じだが、主人公が立っている床の側面や天井を一周する。
マイン
使用すると床にセットされる地雷。その上を敵悪魔あるいは主人公が踏むと爆発し、爆風で継続的にダメージを与える。主人公自身もダメージを受けるので注意。MSX版と違い、一定時間後でも爆発。足下のブロックを破壊できる。
バルーンボンバー
MSX版には無い武器。上方に浮かび上がり、何かに触れると爆発。マイン同様、爆風で継続的にダメージを与える。主人公自身もダメージを受けるので注意。頭上のブロック破壊にも使える。

#### アイテム
うち、ソードとシールドは上位のものを持つと下位のものが無くなる。
ソード
初期武器。
モンゴリアンソード
ブロックを突き崩す事が可能。
ムラマサソード
2倍の威力を持ち、ブロックを一直線貫通して突き崩す事が可能。
シールド
初期装備。特に効果が無い飾り物。
アストロシールド
ソードを使わなくでも、飛び道具を弾き飛ばす事が可能。
グレートシールド
飛び道具を弾き飛ばす効果に加え、直接攻撃のダメージも半減。
エンゼルリング
魔城に使うと記録の部屋へ、ワールドに使うと入り口まで戻る。
デビルウィング
魔城でのみ使用、一度訪ねたワールドの入口のどれにランダム転移する。
パラソル

使うと画面上のバットを殲滅できる。MSX版での「短剣」の特殊機能を独立アイテム化したもの。
パペット
使うとワールド5へ行ける橋を現す。
キャンドル
使うとワールド4に存在するダークゾーンを照らす。
クロス
アローを強化し、ガリウスにダメージを与えるようになる。
バイブル
移動スピード半減の呪いを打ち消す。
ブレスレット
女人禁制のエリアでアフロディテに切り替えることが可能（ただし扉は開かない）。
ネックレス
男子禁制のエリアでポポロンに切り替えることが可能（ただし扉は開かない）。
イヤリング
ポポロンがアフロディテの様に特殊武器3連射が可能。
ベルト
アフロディテがポポロンの様に一撃でブロックを突き崩す事が可能。
ペンダント
ポポロンが潜水時のダメージを減らす（アフロディテほどではない）。
オール
特定の水上を自在に歩ける。
ランプ
マップ上で大悪魔の居場所を示す。
ブーツ
ベイパー（地面に吹き出る蒸気）の攻撃を無効化。
ボトル
EXPの上昇率が2倍になる。
ブラックオニオン
特定のマグマを凍結させる。
ソルト
塩。死者を蘇らせるデスの祠に入る事が可能。
マジカルウェア
コントロール反転の呪いを打ち消す。
ハープ
ワールド5でガリウスの部屋へのハシゴを出現させる。
サーベル

落石を弾き飛ばし、ダメージを受けなくする。

#### アクシア
原則上、入手したエリアのみ、自動的に効果が発揮する。
セイスイ
大悪魔に対する攻撃ダメージが2倍。
マント
大悪魔からの攻撃ダメージを半減。
マジカルロッド
大悪魔との戦闘中に矢筒が減らなくなる。
マップ
現在エリアの全体図。サブ画面で使用し、現在位置も分かる。
グレートキー
次のワールドで使用。両キャラクターの最大体力をアップする効力もある。

## 設定

### ストーリー
正義の騎士であるポポロンは、グリーク王国の姫であるアフロディテがアトス山奥地に存在する魔城に捕らわれていると聞き、救出のため現地へと向かっていた。しかし、それは悪魔を操作し世界中を魔界にしようと企んでいる大魔司教ガリウスの罠であった。
ガリウスはポポロンがいない間にグリーク王国に侵攻し、城を魔城と化し、さらに数年後に生まれる予定のポポロンとアフロディテの子、パンパースを天界よりさらい、城内に監禁する。
アフロディテを無事救出し、城へと戻ったポポロンは城から発せられる妖気を見てすべてを悟る。愛する子パンパースとグリーク城を悪の手から取り戻すため、ポポロンとアフロディテは死を覚悟で門を潜った。

### ステージ構成
- キャッスル
- ワールド1（森の迷宮）
- ワールド2（火山の迷宮）
- ワールド3（墓場の迷宮）
- ワールド4（氷の迷宮）
- ワールド5（遺跡の迷宮）

## キャラクター

### 主人公
MSX版と同様、敵を倒すとEXP（経験値）が少し増え、それがMAXになるとプレイヤーのVIT（バイタリティ）が回復する。他に、グレートキーを取得、特定の場所で立ち止まると出現する妖精に触れることで全回復する。敵に接触するとダメージを受けVITが減少、0になると操作キャラクターが死んでしまい、相方に強制的に交替になる。マップのどこかにある死神デスの部屋ではお金を払うことで死んだ相方を生き返らせることもできるが、その前に生き残った方のキャラクターのVITも0になるとゲームオーバーとなる。
キャラクターの性能はポポロン（青）とアフロディテ（ピンク）で微妙に異なっており、状況に応じて交替することが必要な箇所もある。下記の他に、一部のアイテムでは特定のキャラで安く購入できる。
| 項目                           | ポポロン | アフロディテ | 制約解除アイテム |
| ------------------------------ | -------- | ------------ | ---------------- |
| ジャンプの高さ                 | 可変     | 一定         | （無し）         |
| サブ武器                       | 2連射    | 3連射        | イヤリング       |
| ブロックの破壊に要する攻撃回数 | 1回      | 3回          | ベルト           |
| 回転扉                         | 通れる   | 通れない     | （無し）         |
| 潜水時のダメージ               | 急激     | ごく僅か     | ペンダント       |
| 女人禁制エリア（ワールド3）    | 入れる   | 入れない     | ブレスレット     |
| 男子禁制エリア（ワールド2）    | 入れない | 入れる       | ネックレス       |

なお、グレートキー入手による体力増加は両方にも有効のため、MSX版のような体力ゲージをオーバーすることがなくなった。

### 味方キャラクター
- 軍神アレス

軍神。グリーク城とワールドの行き来の手助け、重要なヒントや金貨と引き換えに武器を授けてくれる。
- 知恵の女神アテナ

知恵の女神。大悪魔を召喚する呪文や、コンティニューに必要なパスワードを与えてくれる。
- 死神デス

死神。金貨・矢筒と引き換えにゲーム中一度だけパートナーを生き返らせてくれる。デスの神殿に入るためには、ソルトを入手して体を清めなければならない。
- エルフィンライト

妖精。特定の場所に立ち止まり続けると泡が出現し、泡が集まり妖精が出現する。触れると体力が全回復する。

### 敵キャラクター
- ボニードラゴン

ワールド1の大悪魔。骨だけの竜。骨を投げつけて攻撃してくる。
- シーアネモネ

ワールド2の大悪魔。天井に生息する巨大なイソギンチャクで、放物線を描く弾を多量に飛ばす。
- モンスター

ワールド3の大悪魔。類人猿を思わせる独特の姿をしている。鼻糞による攻撃。
- キングドラゴン

ワールド4の大悪魔。1本首の竜。口から炎を吐きながら首を伸ばし、最終的に画面内を首で覆いつくして主人公を圧殺する。首が伸びきる前に倒さなければならない。
- ガリウス

ワールド5の大悪魔。このゲームの最終的なボス。攻防兼用の弾を自身の周囲に回転させており、一定周期でその一部を飛ばして攻撃するが、弾をすべて破壊すると攻撃の手段を失う。アイテム「クロス」がないと倒せないが、このアイテムは隠し部屋にあり、ノーヒントで探し出さねばならない。

## 移植版
| No. | タイトル                    | 発売日 | 対応機種 | 開発元        | 発売元   | メディア              | 型式 | 備考 |
| --- | --------------------------- | ------ | -------- | ------------- | -------- | --------------------- | ---- | ---- |
| 1   | 魔城伝説II 大魔司教ガリウス | 2006年 | Windows  | コナミ開発2課 | アイレボ | ダウンロード (i-revo) | -    |      |

## スタッフ
- プログラム・デザイン：きたもとしんじ、CIVIC KASHIWADA（岸和田聡）、徳田典
- グラフィック・デザイン：SUIEIBU UEYAMA（T.UEYAMA)、くぼゆうさく
- サウンド・デザイン：前沢秀憲、SHINKON SHINYA（坂元信也）、DAMIAN FUJIO（藤尾敦）、禎清宏、山下絹代
- ディレクター：きたもとしんじ
- スペシャル・サンクス：正垣亮平

## 評価
ゲーム誌『ファミコン通信』の「クロスレビュー」では合計27点（満40点）、『ファミリーコンピュータMagazine』の読者投票による「ゲーム通信簿」での評価は以下の通りとなっており、19.79点（満30点）となっている。また、同雑誌1991年5月10日号特別付録の「ファミコンロムカセット オールカタログ」では、MSX版と比較した上で「さらにおもしろくでき上がっている」と肯定的なコメントで紹介されている。
| 項目 | キャラクタ | 音楽 | 操作性 | 熱中度 | お買得度 | オリジナリティ | 総合  |
| 得点 | 3.52       | 3.39 | 3.24   | 3.42   | 3.10     | 3.12           | 19.79 |